# Цаллагов, Пантелей Константинович
Пантеле́й Константи́нович Цалла́гов (9 июня 1918, Терская область — 21 октября 2009, Владикавказ) — советский военно-морской деятель, контр-адмирал (1972).

## Биография
Родился 9 июня 1918 года в хуторе Елбаевский Северной Осетии в семье терских казаков, и когда в 90-е годы казачество начало возрождаться, он был у истоков этого процесса и среди кандидатов на должность атамана Терского казачьго войска.
В Красной Армии с 1940 года. В годы Великой Отечественной войны был командиром взвода, начальником штаба и командиром батальона морской пехоты 62-й отдельной морской бригады, начальником штаба 953-го стрелкового полка 257-й стрелковой дивизии.
Служил заместителем начальника штаба дивизии крейсеров Черноморского флота. После войны служил командиром соединения кораблей специального назначения, командиром в/ч 99795, заместителем командира в/ч 77510, командиром в/ч 70010 Черноморского флота.
В 1956—1960 и 1968—1972 годах проходил службу на Новоземельском ядерном полигоне. 23 февраля 1972 года за успешное выполнение задания присвоено звание контр-адмирала.
В 1972—1975 командовал Потийской военно-морской базой Черноморского флота.
В 1975 году уволен в отставку. Руководил Северо-Осетинским обкомом ДОСААФ. Вёл активную общественную жизнь, участвовал в работе Совета ветеранов.
Скончался 21 октября 2009 года. Похоронен 23 октября во Владикавказе, на Аллее Славы, с воинскими почестями.

## Награды
- Орден Красного Знамени
- Два ордена Отечественной войны 1 степени
- Орден Трудового Красного Знамени
- Три ордена Красной Звезды
- Орден Дружбы (1.04.1995, за многолетнюю плодотворную работу по патриотическому воспитанию молодежи, социальной защите ветеранов и укреплению дружбы между народами)[2]
- 22 медали